# Membrana semipermeabile

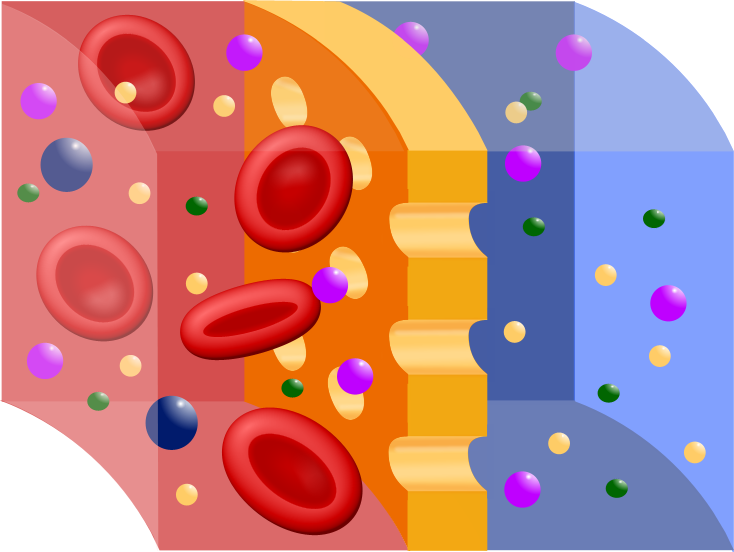
Schema di una membrana semipermeabile durante l'emodialisi, il sangue è colorato in rosso, il fluido dializzante è blu e la membrana è gialla.

Una membrana semipermeabile (anche chiamata membrana selettivamente permeabile, membrana parzialmente permeabile o membrana permeabile differenzialmente) è una membrana che permette a certe molecole o ioni di attraversarla tramite la diffusione e a volte tramite la "diffusione facilitata" specializzata. Il flusso di passaggio dipende dalla pressione, dalla concentrazione e dalla temperatura delle molecole o di soluti da entrambi i lati, oltre che dalla permeabilità della membrana a ciascun soluto. In base alla membrana e al soluto, la permeabilità potrebbe dipendere dalle dimensioni, dalla solubilità, dalle proprietà o dalla chimica del soluto stesso.
La proprietà principale di queste membrane (comprese alcune presenti nel corpo umano), fra le quali vi è la membrana cellulare, è la "semipermeabilità".
Le membrane semipermeabili operano una selezione dimensionale delle particelle (molecole, atomi, ioni, ecc.) e si lasciano attraversare tipicamente da alcune ma non da altre.
Generalmente passano le molecole di solvente, ma non quelle più grandi, di soluto o colloidali.
Si parla generalmente di "membrana semipermeabile" quando sono regolate da un processo di osmosi o osmosi inversa. La membrana in questione consente il passaggio delle molecole di solvente da una zona a concentrazione minore a una a concentrazione maggiore nel tentativo di una "diluizione" che altro non è che il pareggiamento delle pressioni osmotiche di ciascuno dei due liquidi a contatto attraverso la membrana semipermeabile. Tali pressioni sono funzioni della molalità dei soluti, che è a sua volta calcolabile come moli di soluto/kg di solvente. Ne segue quindi che la pressione osmotica è funzione del numero di moli di soluto disciolte in soluzione, e ad essa proporzionale.

## Membrane semipermeabili presenti in natura
Un esempio di membrana semipermeabile è il doppio strato fosfolipidico (sul quale si basa la membrana cellulare che circonda tutte le cellule biologiche), cioè un gruppo di fosfolipidi (che consistono in una testa di fosfato e due code di acidi grassi) disposti in un doppio strato, con le teste di fosfato idrofilo esposte all'acqua esterna e interna alla cellula e le code di acidi grassi idrofobiche nascoste al suo interno. Il doppio strato fosfolipidico è il più permeabile ai soluti piccoli e senza carica. I canali proteici passano attraverso i fosfolipidi e questo modello, collettivamente, è conosciuto come il modello del mosaico fluido.

## Membrane semipermeabili artificiali
Le membrane semipermeabili artificiali trovano largo impiego in molte applicazioni industriali, ad esempio nell'osmosi inversa, nell'ultrafiltrazione e nella depurazione delle acque, ma anche nel campo della medicina (emodialisi), riuscendo in molti casi a raggiungere prestazioni (in termini di selettività nel separare i componenti) prossime alle membrane semipermeabili presenti in natura.
Un esempio di membrana semipermeabile è quella di cui si avvalgono gli apparecchi per effettuare emodialisi nelle persone con problemi renali, che consentono una filtrazione del sangue e la separazione di questo da soluti sgraditi, funzione che in una persona sana viene effettuata all'interno dei reni, con la relativa espulsione di urina. In ciascun rene ogni giorno si calcola che filtri all'incirca 50-60 litri di liquidi per poi recuperarne buona parte. Le membrane semipermeabili talvolta sono così efficienti da abbassare in maniera fin anche eccessiva il contenuto di ioni sodio o potassio, che vanno quindi reintegrati al paziente.
Alcuni tessuti che si considerano impermeabili, che però lasciano "respirare la pelle", consentono il passaggio del vapore acqueo rilasciato dal corpo umano verso l'esterno ma non di gocce d'acqua, quindi pioggia ad esempio, verso l'interno.